# 香港攻略 英國崩るゝの日
『香港攻略 英國崩るゝの日』（ほんこんこうりゃく えいこくくずるるのひ）は、1942年（昭和17年）に大日本映画製作会社が製作した戦争映画・国策映画である。

## 概要
1942年、大東亜戦争の各作戦が軍部指導のもと映画化することが決まり、ビルマ作戦は松竹で、フィリピン作戦のコレヒドール要塞攻略戦は東宝で製作されることとなった。
同年、日活・新興キネマ・大都映画の3社が合併させられて誕生したばかりの大映では、旧日活系がマレー作戦を、旧新興系が香港の戦いを分担して撮影することが決定した。映画の舞台となる香港では、1941年12月8日から同年12月25日まで日本軍、イギリス軍の間で戦闘状態となり、以降日本が統治することとなった。
本作は開戦前の同年11月から日本の占領、入場式までを描写している。戦争記録フィルムと劇場面を組み合わせた映像手法を採用するとともに、南支派遣軍香港総督部協力のもと香港島、九龍など野外ロケが行われた。当時協力した南支派遣軍司令官はのちに硫黄島の戦いで玉砕する栗林忠道であり、戦車隊一個中隊を動員したり自動車20台位に火をかけて炎上させるなど、撮影に協力的であったという。また、香港俳優を来日させてのスタジオ撮影（東京第一撮影所）、箱根ロケも行っている。
エキストラは中国人の他にインド人も多く、イギリス人役にはロシア人を雇った。
日本では1942年11月19日に封切りされた。また、香港では同年12月に大東亜戦争1周年記念日として現地上映が行われた。現地では娯楽戯院、平安戯院の劇場で上映された。
東京国立近代美術館フィルムセンター（NFC）に、36分尺の上映用プリントが現存している。

## あらすじ
主人公、北沢献介少尉は香港をにらむ深圳の国境線に駐留していた。偶然再会した従軍記者の藤本から香港攻撃の話を振られて動揺する。香港には北沢の母、弟の功介、功介の許嫁の早苗、功介の友人で親日中国人の梁明志、北沢少尉に恋心を抱く紅蓮がいた。
しかし12月8日、香港攻略の指令が下される。北沢小隊は防御の拠点である貯水池を突破して九龍へ進軍を続ける。その頃北沢の家族は香港島にあるスタンレー刑務所に監禁されていた。北沢の部隊は香港島北部にある北角からの香港島上陸作戦に成功、さらにスタンレー監獄に監禁されている在留邦人の救出に従事する。北沢は銃撃をくぐりぬけ、戦友を失いつつも進むが、スタンレー監獄の間近で砲弾の炸裂に遭い負傷する。
戦闘は終わり、香港市内では大規模な入場式が行われる。
北沢の母は息子が死んだと思っていたが、その最中北沢は昏睡から目を覚ます。
香港は平穏が訪れた。北沢は港から離れる戦友たちを見送る。ヴィクトリア・ピークには日章旗が翻るのであった。

## キャスト

### 日本人
- 北沢献介 - 永田靖
- 藤本喬 - 水原洋一
- 北沢の母 - 杉村春子
- 北沢功介 - 宇佐美淳
- 吉岡早苗 - 黒田記代

### 中国人
- 梁明志 - 眞木順
- 梁紅蓮 - 紫羅蓮

## 評価
朝日新聞は「この映画の半ばは、現地軍の力といってよい」「鉄舟による敵前上陸の描写や火炎放射器が日本映画に現れたのは空前」「降伏勧告の軍使が汽艇で島へ向かう前後の構成」「市街地の混乱描写」「敵前上陸前の指揮官の意気天を衝く訓示の情景」など戦時下の描写を「秀逸」と評した。人間描写については否定的な見解がされ「北沢少尉の弟とその許嫁という存在もなんのためか意味不明瞭」「殊に甚だしいのは親日支那青年とその妹で、途中からきれいに消えてしまっている」と批判があった。
映画評論家筈の筈見恒夫は当時の戦争映画と比較して次のように評した。
「大映・島耕二の『シンガポール總攻撃』は兵隊の進撃だけをみせるような作品で、記録映画『マレー戦記』のあとで感銘は薄かったが、田中重雄の『香港崩るるの日』のごとき安直なメロドラマ化し、いたにつかぬ日華親善よりはまだしもの感がある」